# František Tučný
František Tučný (24. září 1887 Frenštát pod Radhoštěm – 26. března 1962 Ostrava) byl moravský spisovatel, filozof, historik umění, literární kritik

## Život
Narodil se v rodině tkalce Petra Tučného a Viktorie rozené Koňakovské. Měl sedm sourozenců: Marii (1876–1958), Petra (1878–1970), Žofii (1880–1947), Jana (1884–1954), Aloise (1885–1939), Elišku Svobodovou (1889–1978) a Jindřicha (1891–1982).
Byl bankovním úředníkem. Učitelem mu byl německý filozof a spisovatel Bedřich Nietzsche.
František Tučný dal podnět k založení uměleckého sdružení Koliba a byl jednatelem Umělecké besedy v Praze. Vydal mj. studie Přes realismus, Umělecký osud Mikoláše Alše, Bílý kníže a Odkaz Velké Moravy. Publikoval mj. v časopise Kněhyně.

## Dílo

### Spisy
- Svatvečer před zítřkem: kritika člověka Björnsonova: studie estetická – Praha: Alois Srdce, 1911
- Přes realism: přehodnocení filosofie Masarykovy a duchového směru, zvaného realism – Praha: Josef Pelcl, 1913
- Umělecký osud M. Alše: studie o jeho umění – Frenštát: R. Pospíchal, 1913
- O moudrosti vzrůstu, ucelenosti a síle čili problém inividualismu: řešení otázky, zda-li jest individualism překonán – Praha: Alois Srdce, 1914
- Čin a slovo čili vyznání výtvarníkovo a literátovo: studie o malířském umění českém XIX. století – vyzdobil Ferdinand Duša. Frenštát: Výstavní výbor, 1914
- V boji o národ čili česká otázka (3. díl Duchovní směry u nás v době před válkou) – Frenštát: vlastním nákladem,1915
- F. X. Šalda čili problém českého umění: hodnocení myšlenek Šaldových v oboru umění – Praha: Přerod, 1916
- V boji o národ čili česká otázka (1. díl Duchovní směry u nás od dob probuzení) – Praha: 1918[2]
- Odkaz Velké Moravy – Frenštát: v. n., 1934
- Břetislav Bartoš, malíř svého národa – Brno: K. V. U. Aleš, 1935
- Člověčenstvo Východu čili Otázka východní přirozenosti národa – Frenštát: Kněhyně, 1936
- Bílý kníže: kniha nového učení a nové víry – Frenštát: Kněhyně, 1937

### Jiné
- Kněhyně – slovo východu; almanach se články o událostech v době převratu. Praha: 1918[2]
- Dík poutníka: řada dřevorytů – Ferdiš Duša; slovem doprovází František Tučný. Praha: F. Topič, 1920